# Фуджикава-Мару (2829)
Фуджикава-Мару (2829) (Fujikawa Maru) — транспортне судно, яке під час Другої світової війни брало участь у операціях японських збройних сил на Тихому океані.
Судно завершили у жовтні 1943-го на верфі Osaka Zosensho для компанії Kawasaki Kisen, при цьому його одразу реквізували для потреб Імперської армії Японії.
Відомо, що наприкінці осені 1943-го судно перебувало в порту Давао (південне узбережжя філіппінського острова Мінданао), звідки вийшло 26 листопада та приєдналось до конвою H-6, який 29 листопада прибув до острова Хальмахера (північна частина Молуккських островів).
Згодом «Фуджикава-Мару» опинилось на Формозі (острів Тайвань), звідки 16—23 січня 1944-го пройшло в конвої з Такао (наразі Гаосюн) до японського порту Моджі. Потім судно повернулось до Такао і 22—26 лютого перейшло до Маніли в конвої TAMA-05.
3—24 березня 1944-го «Фуджикава-Мару» пройшло з Маніли до острова Хальмахера в конвої H-20, а 28 березня вийшло звідси в рейс до Манокварі (північно-східне узбережжя новогвійнеського півострова Чендравасіх), маючи на борту вантаж та близько двох сотень пасажирів. За дві години після опівночі 30 березня «Фуджикава-Мару», яке прямувало в супроводі малого патрульного корабля, виявив американський підводний човен USS Darter. Під прикриттям темноти та дощового шквалу субмарина наблизилась та випустила 6 торпед, з яких 4 влучили в ціль. «Фуджикава-Мару» загорілось і затонуло, загинули 12 осіб.